# Funiscala maxwelli
Funiscala maxwelli là một loài ốc biển nhỏ, là động vật thân mềm chân bụng sống ở biển trong họ Epitoniidae, the wentletraps.

## Phân bố
Loài này thường gặp ở New Zealand.